# Arquivos do Estado de Israel
Os Arquivos do Estado de Israel (em hebraico:  ארכיון מדינת ישראל) é a instituição conhecida por ser o arquivo nacional de Israel. Foi fundada em 1949, um ano após a criação do Estado de Israel, com o objetivo de guardar e documentar a história da região e dos judeus, entre o período do Império Otomano até o então momento atual, com o fim da ocupação britânica na Palestina. O arquivo é administrado pelo Governo de Israel.
Sua sede oficial está localizada em Jerusalém, em Hartom, mas o acervo do arquivo também encontra-se espalhado por alguns outros locais da cidade. No total, a sua coleção contém cerca de 400 milhões de items, entre documentos, mapas, selos, fitas de áudio, fotografias e publicações especiais.